# بازی ال

وضعیت آغازین بازی

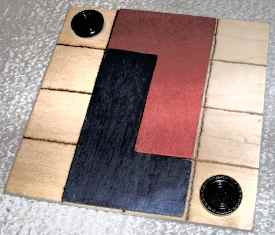
وضعیت آغازین بازی روی یک صفحه چوبی

بازی ال، بازی ساده و استراتژیک است که توسط ادوارد دو بونو ابداع شده است. این بازی دو نفره است. نوبت هر بازیکن به صورت چرخشی تغییر پیدا می‌کند. محل بازی بر روی یک صفحه ۴×۴ خانه است. هر بازیکن دارای یک قطعه L شکل ۲×۳ است. دو قطعه ۱×۱ بی طرف وجود دارد. در هر نوبت، بازیکن ابتدا باید قطعه L خود را حرکت دهد و سپس در صورت نیاز می‌تواند یک قطعه ۱×۱ را حرکت دهد. قطعات نمی‌توانند با یکدیگر همپوشانی داشته باشند. در حرکت قطعه L آن را برداشته و آن در خانه‌های خالی صفحه قرار می‌دهید. حرکت قطعه L می‌تواند با چرخش و انعکاس همراه باشد. در هر نوبت باید موقعیت قطعه L تغییر کند. در حرکت قطعه ۱×۱ که اختیاری است، قطعه را برداشته و سپس آن را در هر خانه خالی در صفحه می‌توانید قرار دهید. بازنده این بازی اولین بازیکنی است که قادر به حرکت قطعه L خود به موقعیت جدید نباشد.
یکی از راهبردهای این باز ی این است که با استفاده از یک قطعه ۱×۱ و قطعه L، خانه‌های ۳×۳ را در یک گوشه مسدود کنید و سپس در حرکات بعدی با استفاده از قطعه ۱×۱، جلوی حرکت انعکاس و جابجایی قطعه L حریف را بگیرید.
راهبرد دیگر این است که با قطعه L و یک قطعه ۱×۱ خود حرکت را در نصف صفحه مسدود کرده و با یک قطعه ۱×۱، جلوی حرکت قطعه L حریف بگیرید. ۸ خانه بحرانی در صفحه برای قطعه ۱×۱ وجود دارد.
خانه‌های اطراف صفحه که شامل خانه‌های گوشه صفحه نباشند را خانه بحرانی بازی هستند.

## تحلیل
در صورتی که دو بازیکن حرفه‌ای اقدام به این بازی کنند؛ این بازی می‌تواند برنده یا بازنده نداشته باشد. حالات این بازی محدود است. در صورت حذف حالات متقارن و چرخش یافته صفحه بازی و یکسان فرض کردن قطعات ۱×۱، این بازی ۲۲۹۶ حالات دارد. هر بازیکن در ۱۵ وضعیت می‌تواند بازی را ببرد و در ۱۴ وضعیت می‌تواند ببازد. ۲۲۶۷وضعیت مساوی کند.
در صورتی که اگر هر دو بازیکن به ۸ خانه بحرانی قطعات ۱×۱ واقف باشند. می‌تواند جلوی برد حریف را بگیرند. این بازی به تساوی می‌کشد.

تمام حالات که قطعه آبی می‌تواند برنده شود.

روش قرار دادن قرمز در وضیعیت باخت.